# Heptacodon
Heptacodon ist eine ausgestorbene Gattung von frühen Paarhufern (Artiodactyla) innerhalb der Säugetiere (Mammalia), die vom mittleren Eozän bis zum unteren Oligozän mit vier Arten vorkam.

## Merkmale
Heptacodon erreichte beinahe die Größe eines Flusspferds. Der Kopf war groß im Verhältnis zum Körper, der Körper war lang und tonnenförmig. Es war ein Pflanzenfresser, was man anhand der Bezahnung gut erkennen kann.

## Systematik
Heptacodon gehörte der Gruppe der Anthracotheriidae an. Zusammen mit Anthracotherium ist Heptacodon der einzige Angehörige der Anthracotheriinae. Bisher sind vier verschiedene Arten anerkannt:
- Heptacodon curtus Marsh, 1894
- Heptacodon occidentale Osborn & Wortman, 1894
- Heptacodon pellionis Storer, 1983
- Heptacodon yeguaensis Holroyd, 2002